# Агонь
«Агонь» (стилістика «АГОНЬ») — український поп-гурт, заснований на початку 2016 року колишніми учасниками групи «Quest Pistols» Антоном Савлеповим, Микитою Горюком і Костянтином Боровським.

## Історія
Гурт «Агонь» був створений на початку 2016 року колишніми учасниками колективу «Quest Pistols» Антоном Савлеповим, Микитою Горюком і Костянтином Борівським. Вибір назви для нової групи Костянтин Боровський пояснив так:
|  | Назва народилася спонтанно. Був такий момент, коли ми зібралися і хтось кинув фразу «Нова назва має бути - агонь!». І тут всі стрепенулися і закричали: «Агонь! Агонь! ». У нас були і інші варіанти: «Три гада», «Хлопці» ... Але краще не будемо палити контору - раптом назви ще знадобляться. А «Агонь» через «а» - це так звана «мова падонків», інтернет-сленг .... |

У січні 2016 року група дебютувала з синглом «Відпусти», слова і музику для якого написав автор пісень «Quest Pistols» Саша Чемеров. У травні 2016 року група випустила кліп на пісню «Каждый за себя». 10 червня того ж року група презентувала свій дебютний альбом «#Ябудулюбитьтебя».
У 2017 році групу покинув Микита Горюк. Він зайнявся своїм особистим проектом під назвою ZVEROBOY.

## Творчість

### Альбом «#Ябудулюбитьтебя» (2016)
1. Отпусти
2. Каждый за себя
3. Радио «Ночь»
4. Блондин
5. Я буду любить тебя
6. Лето
7. Чувства
8. Супергерой
9. Сердце феи
10. Блестят

### Альбом «ЗАКЛАДКА» (2019)
1. Всем F**k
2. Я хейтер (feat. The Gitas)
3. Найди меня
4. Дочка дилера
5. Другая (feat. Supersonya)
6. Бро (feat. BRVSKI, Morphom & Tonya)
7. Некружит
8. Океан
9. Всем Juke (Dub Beans Remix)

## Відеографія
| Рік  | Назва            |
| ---- | ---------------- |
| 2016 | «Отпусти»        |
| 2016 | «Каждый за себя» |
| 2016 | «Лето»           |
| 2016 | «Опа Опа»        |
| 2017 | «Супергерой»     |
| 2017 | «Провоцируй»     |
| 2017 | «Беги»           |
| 2018 | «Всем F*CK»      |
| 2018 | «НЕКРУЖИТ»       |
| 2019 | "ТЕБЕ 20"        |